# El meu veí Totoro
El meu veí Totoro (となりのトトロ, Tonari no Totoro) és una pel·lícula animada dirigida per Hayao Miyazaki el 1988, sobre un esperit del bosc al qual anomenen "Totoro". Va ser realitzada pels Estudis Ghibli, i va tenir tant d'èxit al Japó que aquests l'agafaren com a insígnia de l'estudi.
El meu veí Totoro es va estrenar en català al Canal 33 el 2 d'abril de 1996. També es va emetre al canal SX3.

## Argument
La pel·lícula és un retrat simpàtic de la vida rural al Japó dels anys cinquanta. Un professor universitari es trasllada amb les seves dues filles a una casa a prop d'un bosc mentre la seva dona es recupera d'una malaltia en un sanatori rural. Les seves filles descobreixen l'existència dels "conillets de la pols", d'aquesta manera aprenen que hi ha éssers que no tots poden veure, com els esperits del bosc, només aquells de cor pur. Mei, de quatre anys, resulta fascinada al trobar dos petits esperits i es determina a trobar al rei del bosc, Totoro, que habita dins de l'arbre més gran i antic del lloc.
Més endavant, quan es perd camí del sanatori per veure la seva mare, la seva germana gran, Satsuki, corre per tot arreu buscant-la. Finalment, desesperada, demana ajuda a en Totoro. Aquest sembla feliç de poder col·laborar, amb la seva ajuda i la del Nekobasu (un gat-autobús vivent) Mei és trobada ràpidament.

## Personatges

### Filles
Els noms de les filles fan referència al mes de maig. Mei és la transcripció fonètica de May en anglès, i Satsuki era el nom que rebia antigament al Japó el cinquè mes.
- Mei Kusakabe (草壁メイ, Kusakabe Mei): la menor de les germanes Kusakabe (4 anys). Alegre i curiosa, gràcies a ella descobreixen en Totoro. A causa de l'absència de la seva mare busca constantment l'atenció de la seva germana gran.
- Satsuki Kusakabe (草壁サツキ, Kusakabe Satsuki): amb 11 anys és la germana gran de la Mei, tracta de tenir cura d'ella al mateix temps que intenta adaptar-se al seu nou entorn i assimila la malaltia que pateix la seva mare, tot això fa que comenci a madurar molt aviat.

### Pares

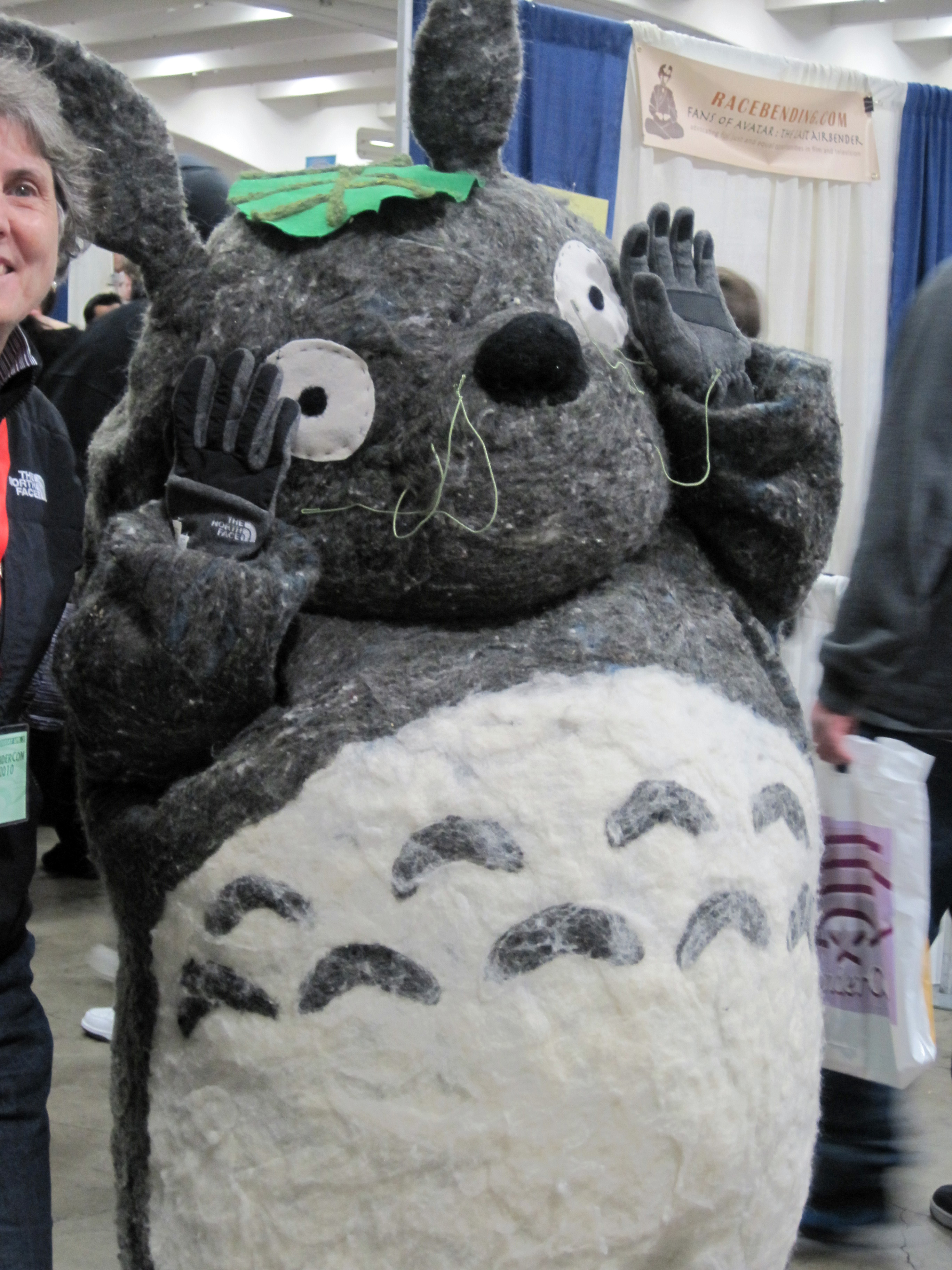
Persona disfressada de Totoro a la WonderCon 2010

- Tatsuya Kusakabe (草壁达夫, Kusakabe Tatsuya): el pare de les nenes. Treballa en el departament d'Arqueologia i Antropologia de la Universitat de Tòquio. Sempre es mostra alegre amb les seves filles.
- Yasuko Kusakabe (草壁靖子, Kusakabe Yasuko): la mare de les nenes. Com que pateix tuberculosi és traslladada a un hospital rural. El seu marit i les seves filles es muden al camp per estar a prop d'ella.

### Totoro
Els Totoro (トトロ) són tres esperits del bosc que habiten a l'interior d'un arbre gegantí i mil·lenari, un camforer.
- Gran Totoro (大トトロ, Dai Totoro): el més gran de color gris i el més conegut dels tres
- Totoro Mitjà (中トトロ, Chū-Totoro): de color blau
- Totoro Petit (小トトロ, Chibi Totoro): de color blanc

### Altres personatges
- Kanta Ogaki (大垣寛太, Ōgaki Kanta): un noi veí dels Kusakabe de la mateixa edat que Satsuki. A causa de la seva timidesa sembla no avenir-se amb les noies. Aquest personatge comparteix l'afició de Miyazaki pels aeroplans.
- L'àvia (お祖母ちゃん, Obaachan): l'àvia d'en Kanta. Treballa cultivant el seu hort i ajuda en la plantació de l'arròs. Té cura de les nenes quan en Tatsuya no hi és.
- Gatbús (猫バス, Nekobasu): com el seu nom indica, es tracta d'un esperit-gat (bakeneko) que ha agafat la forma d'un autobús. Acudeix a la crida del Gran Totoro que l'utilitza com a mitjà de transport. Entre altres peculiaritats té sis parells de potes i poders que li permeten desplaçar-se a velocitats increïbles sense ser vist, només se sent el vent.
- Els conillets de la pols (真っ黒黒すけ, Makkuro Kurosuke, lit: 'una cosa molt negra i fosca'). En el doblatge català es va traduir com a conillets de la pols, és a dir borra. Són petites criatures que viuen a les cases deshabitades, construint caus invisibles i convertint-ho tot en pols. Rodons i de color negre són molt semblants als susuwatari (ススワタリ), en aquest cas compostos de sutge, que apareixen ajudant a Kamajii en un altre film de Miyazaki, El viatge de Chihiro.

## Producció

### Desenvolupament
Després de treballar en la sèrie Marco, Miyazaki volia fer una «pel·lícula encantadora i meravellosa» que s'ambientaria al Japó amb la idea d'«entretenir i tocar els seus espectadors, però quedar-se amb ells molt després que hagin sortit dels cinemes». Inicialment, Miyazaki tenia els personatges principals de Totoro, Mei, Tatsuo i Kanta. El director va basar Mei en la seva neboda, i els totoros com a «criatures serenes i despreocupades» que eren «suposadament el guarda forestal, però això només és una idea a mig fer, una aproximació general».
El director artístic Kazuo Oga es va sentir atret per la pel·lícula quan Hayao Miyazaki li va mostrar una imatge original de Totoro dempeus en un satoyama. Miyazaki va desafiar a Oga a elevar els seus estàndards, i l'experiència d'Oga amb El meu veí Totoro va començar la carrera d'Oga. Oga i Miyazaki van debatre sobre la paleta de colors de la pel·lícula; Oga volia pintar el sòl negre de la prefectura d'Akita i Miyazaki preferia el color del sòl vermell de la regió de Kantō. La pel·lícula acabada va ser descrita pel productor de l'Studio Ghibli Toshio Suzuki com «la natura pintada amb colors translúcids».
Només una noia jove, en lloc de dues germanes, està representada en diverses de les pintures conceptuals inicials d'aquarel·la de Miyazaki, així com en el cartell de l'estrena al cinema i en els llançaments posteriors de vídeos casolans. Segons Miyazaki; «Si fos una nena que juga al pati, no es trobaria amb el seu pare a una parada d'autobús, així que ho vam convertir en dues nenes. I això va ser difícil». Miyazaki va dir que la seqüència d'obertura de la pel·lícula no estava al guió: «La seqüència es va determinar mitjançant permutacions i combinacions determinades pels fulls d'exposició. Cada element es va fer individualment i es va combinar en els fulls d'exposició..." La seqüència final representa el retorn de la mare a casa i els signes del seu retorn a la salut jugant amb Satsuki i Mei a fora.
Miyazaki va declarar que la història estava pensada inicialment per ambientar-se el 1955, però, l'equip no va ser exhaustiu en la investigació i, en canvi, va treballar en un ambient «en el passat recent». Originalment, la pel·lícula tenia una durada d'una hora, però durant la producció va créixer per respondre al context social, inclòs el motiu del trasllat i l'ocupació del pare. En la pel·lícula van treballar vuit animadors, i es va completar en vuit mesos.

### Música
La música d'El meu veí Totoro va ser composta per Joe Hisaishi, que prèviament havia col·laborat amb Miyazaki a les pel·lícules Nausicaä de la Vall del Vent i El castell al cel. Hisaishi es va inspirar en els compositors contemporanis Terry Riley, Philip Glass, Steve Reich, Karlheinz Stockhausen i John Cage, i va descriure les pel·lícules de Miyazaki com a «riques i personalment convincents». Va contractar una orquestra per a la banda sonora i va utilitzar principalment un instrument Fairlight.
La banda sonora de My Neighbor Totoro es va publicar per primera vegada al Japó l'1 de maig de 1988 per Tokuma Shoten, i inclou la partitura musical utilitzada a la pel·lícula, excepte cinc peces vocals que van ser interpretades per Azumi Inoue. L'any 1987, prèviament a l'estrena de la pel·lícula es va llançar un CD Image song incloent algunes cançons que no van aparèixer a la pel·lícula.

## Doblatge
| Personatge       | Japonès           | Català          |
| ---------------- | ----------------- | --------------- |
| Satsuki Kusakabe | Noriko Hidaka     | Núria Trifol    |
| Mei Kusakabe     | Chika Sakamoto    | Eva Pont        |
| Tatsuo Kusakabe  | Shigesato Itoi    | Oriol Rafel     |
| Àvia             | Tanie Kitabayashi | Àngels Miravet  |
| Kanta Ogaki      | Toshiyuki Amagasa |                 |
| Yasuko Kusakabe  | Sumi Shimamoto    | Montserrat Roig |
| Sra. Ogaki       | Hiroko Maruyama   | Mercè Segarra   |
| Michiko          | Ikue Otani        | Anna Romano     |
| Professora       | Machiko Washio    | Sílvia Gómez    |

## Curiositats
- Igual que la senyora Kusakabe, la mare de Miyazaki l'any 1947 va patir tuberculosi espinal que la va mantenir hospitalitzada durant nou anys aproximadament.
- A la idea original només hi apareixia una nena de 6 anys, però es va decidir desdoblar el personatge en dues germanes. Això va causar algunes confusions entre els fanàtics, qui a més d'una ocasió es van trobar amb imatges i cartells on Totoro espera el "Gatbus" en companyia d'una petita de sis anys.
- En el doblatge original Mei pronuncia malament les paraules, per això diu Totoro en comptes de dir  "torōru" que és com es pronuncia troll en japonès (vegeu: manlleu).
- La Mei i el Gatetbus (めいとこねこバス, Mei to Konekobasu) Escrit per Hayao Miyazaki, és un curt realitzat en 2003 que narra les aventures de na Mei Kusakabe i el Gatetbus (descendent del Gatbus).
- Quan la Mei està perduda i s'atura davant uns ídols de pedra els mateixos representen figures protectores, en aquest passatge Miyazaki transmet el missatge que Mei no està desemparada en aquell moment.